# Hórhedzsu
Hórhedzsu (vagy I. Sólyom) az ókori Egyiptom predinasztikus korának 0. dinasztiájába sorolt uralkodója. Az i. e. 31. században élhetett. Néhány szerehbe írt név alapján ismert. Tura környékéről két tégely, valamint a Nílus deltájának északkeleti részén, egy Abu Zeida-i lelet tartalmazza a nevet. Talán csak Alsó-Egyiptomban uralkodott.
Jelenlegi ismereteink szerint szerehbe csak tényleges uralkodók neveit írták, így egy ilyen nevű uralkodó bizonyíthatóan létezett, de ezen kívül életének további részletei nem ismertek. Az név három virágból áll, amelyeknek körte alakú fejük van. A három ábrázolásból kettő archaikus, egyszerű téglalap alakú szerehben áll, az egyiken sólyom sincs. A sólymos szereh kissé már a palotahomlokzatra utal néhány vonallal. A leletek a van den Brink-féle alsó-egyiptomi tipológiában a III. fázishoz tartoznak, amely Felső-Egyiptomban körülbelül a Nagada III kultúra „b2” szakaszával egykorú.

A név olvasata bizonytalan. A „hedzsu” (ḥḏw) azt jelenti: „Három Buzogány”. Toby Wilkinson meg sem kísérelte átírni, csak A király néven említi. Edwin van den Brink a Narmer-palettán is olvasható 
| M8 |

 jellel azonosítva „Sza” (s3) formában olvassa, míg Wolfgang Helck a 
| T21 · Aa12 |

 véli felismerni benne, így az „Uaszi” (w3.sj) átírást javasolja. (Hórsza, illetve Hóruaszi nevek alakulnának ki.) Az előbbi összevetés alapján talán Hórhedzsu volt Narmer alsó-egyiptomi ellenfele, és a paletta az ő legyőzését beszéli el. A paletta hátlapján az ellenfeleit eltipró, éppen az ellenséges uralkodó fejére sújtó Narmer feje előtt látható, amint egy sólyom épp megkötözi Alsó-Egyiptom jelképét. A leletek kora nem mond ellent ennek a feltevésnek. 

## Titulatúra
A fáraók titulatúrájának magyarázatát és történetét lásd az Ötelemű titulatúra szócikkben.
| G5 |

| G5 |

| T3 | T3 | T3 |

| T3 | T3 | T3 |

| T3 | T3 | T3 |

| T3 | T3 | T3 |

| G5 |

| G5 |

| T3 | T3 | T3 |

| T3 | T3 | T3 |

| T3 | T3 | T3 |

| T3 | T3 | T3 |

## Külső hivatkozások
- 0. dinasztia

| Előző uralkodó: ? | Egyiptom uralkodója i. e. 3200 körül 0. dinasztia | Következő uralkodó: ? |